# Rhipidura phasiana
El abanico de manglar (Rhipidura phasiana) es una especie de ave paseriforme de la familia Rhipiduridae propia de Australasia.

## Distribución y hábitat
Se encuentra en el norte y noroeste de Australia, el sureste de Nueva Guinea y las islas Aru.
Su hábitat natural son los manglares tropicales.